# Алегазово (Челябинская область)
Алегазово — упразднённая деревня в Нязепетровском районе Челябинской области России. Входила в состав Ункурдинского сельсовета. Исключена из учётных данных в 1983 году.

## География
Располагалась на правом берегу реки Акча-Югалде (приток реки Большой Майгаш), на расстоянии примерно 3,5 км по прямой к северо-западу от села Ункурда.

## История
По данным на 1926 год деревня Алегазова состояла из 16 хозяйств. В административном отношении входила в состав Ункурдинского сельсовета Нязепетровского района Свердловского округа Уральской области.
По данным на 1970 год входила в состав Ункурдинского сельсовета. В ней размещалось бригада 1-го отделения совхоза «Ункурдинский».
Исключена из учётных данных решением Челябинского облисполкома от 28 февраля 1983 года № 134.

## Население
| 1970 | 1977 | 1983 |
| ---- | ---- | ---- |
| 110  | ↘75  | ↘0   |

По переписи 1926 года в деревне проживал 71 человек (36 мужчин и 35 женщин), в том числе татары составляли 79 % населения, русские — 21 %.